# Autòmat cel·lular de punt quàntic

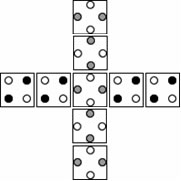
Tècnica bàsica de creuament de fils. Tingueu en compte que això és esquemàtic i que les distàncies no són a escala; les cèl·lules estan molt més allunyades que els punts dins de les cèl·lules.

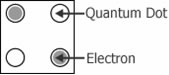
Figura 2. Un diagrama simplificat d'una cel·la QCA de quatre punts.

Els autòmats cel·lulars de punts quàntics (QDCA, de vegades anomenats simplement autòmats cel·lulars quàntics, o QCA) són una proposta de millora del disseny informàtic convencional (CMOS), que s'han ideat en analogia amb els models convencionals d'autòmats cel·lulars introduïts per John von Neumann.
Qualsevol dispositiu dissenyat per representar dades i realitzar càlculs, independentment dels principis físics que s'exploti i dels materials utilitzats per construir-lo, ha de tenir dues propietats fonamentals: distingibilitat i canvi d'estat condicional, el segon implica el primer. Això vol dir que aquest dispositiu ha de tenir barreres que permetin distingir entre estats i que ha de tenir la capacitat de controlar aquestes barreres per dur a terme el canvi condicional d'estat. Per exemple, en un sistema electrònic digital, els transistors juguen el paper d'aquestes barreres energètiques controlables, cosa que fa que sigui extremadament pràctic realitzar la computació amb ells.

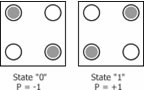
Figura 3. Els dos estats possibles d'una cel·la QCA de quatre punts.

Un autòmat cel·lular (CA) és un sistema dinàmic discret format per una quadrícula uniforme (finita o infinita) de cel·les. Cada cel·la només pot estar en un d'un nombre finit d'estats en un moment discret. A mesura que avança el temps, l'estat de cada cel·la de la quadrícula ve determinat per una regla de transformació que té en compte el seu estat anterior i els estats de les cel·les immediatament adjacents (el "veïnat") de la cel·la. L'exemple més conegut d'autòmat cel·lular és el "Joc de la vida" de John Horton Conway, que va descriure el 1970.

## Cèl·lules de punt quàntic
Els autòmats cel·lulars s'implementen habitualment com a programes de programari. Tanmateix, el 1993, Lent et al. va proposar una implementació física d'un autòmat utilitzant cèl·lules de punt quàntic. L'autòmat ràpidament va guanyar popularitat i es va fabricar per primera vegada el 1997. Lent va combinar la naturalesa discreta tant dels autòmats cel·lulars com de la mecànica quàntica, per crear dispositius a nanoescala capaços de realitzar càlculs a velocitats de commutació molt altes (ordre de Terahertz) i consumint quantitats extremadament petites d'energia elèctrica.
La figura 2 mostra un diagrama simplificat d'una cèl·lula de punt quàntic. Si la cèl·lula està carregada amb dos electrons, cadascun lliure de fer un túnel cap a qualsevol lloc de la cèl·lula, aquests electrons intentaran ocupar el lloc més llunyà possible entre si a causa de la repulsió electroestàtica mútua. Per tant, existeixen dos estats cel·lulars distingibles. La figura 3 mostra els dos estats d'energia mínima possibles d'una cèl·lula de punt quàntic. L'estat d'una cèl·lula s'anomena polarització, denotada com a P. Tot i que s'ha escollit arbitràriament, l'ús de la polarització cel·lular P = -1 per representar la lògica "0" i P = +1 per representar la lògica "1" s'ha convertit en una pràctica estàndard.